# Deren FC
Deren FC là một câu lạc bộ bóng đá đến từ Deren, Mông Cổ. Đội hiện đang chơi ở giải Ngoại hạng Mông Cổ, xuất hiện lần đầu tiên trong mùa giải 2015.
Câu lạc bộ được đặt theo tên của công ty Hà Lan đã xây dựng Trung tâm bóng đá MFF.